# Бур-ла-Рен
Бур-ла-Рен (фр. Bourg-la-Reine) — город и коммуна во французском департаменте О-де-Сен, региона Иль-де-Франс, входящий в состав округа Антони.

## География и история
Город-коммуна Бур-ла-Рен находится приблизительно в десяти километрах к югу от центра Парижа, на левом берегу реки Бьевр. Соседями его являются на северо-западе коммуна Баньо, на северо-востоке — Кашан, на востоке — Л’Ай-ле-Роз, на юге — Антони, на юго-западе — Со.
Впервые письменно упомянут в 1134 году. В период Великой Французской революции городок был в 1793 году переименован в Бур-д’Эгалите (Город Равенства), в 1801 это название было сокращено до Bourg Égalité. В 1812 году было возвращено прежнее имя, Бур-ла-Рен.
В городе открыт музей Пьера Адриена Дальпера, французского художника и керамиста, работавшего в стиле модерн и жившего в Бур-ла-Рене.

## Экономика
С 1971 года в Бур-ла-Рене работает предприятие основанной в 1643 году старейшей в мире фирмы по производству воска, Cire Trudon.

## Города-партнёры
- Кенилуэрт, Уорикшир, Великобритания
- Монхайм-ам-Райн, Германия
- Регин, Румыния
- Сулеювек, Польша
- Яньцин, КНР

## Пути сообщения
Через территорию коммуны с юга на север проходит шоссе (Route départementale) RD 920, пролегающее по маршруту древней римской дороги Via aureliensis, проходившей через Галлию до Кёльна.
Через железнодорожную сеть RER B и автобусным сообщением Бур-ла-Рен связан с транспортным движением Большого Парижа и с соседними коммунами.

## Известные личности
- Эварист Галуа, математик. Родился в Бур-ла-Рене.
- Мари Жан Антуан Никола Карита, маркиз де Кондорсе, философ и математик. Скончался в Бур-ла-Рене.
- Арнольд ван Геннеп, этнограф. Скончался в Бур-ла-Рене.
- Леон Блуа, писатель-мистик. Скончался в Бур-ла-Рене.
- Пьер-Адриен Дальпера, художник и керамист. Долгие годы жил и работал в Бур-ла-Рене.
- Карин Петерсен, актриса. Жила и умерла в Бур-ла-Рене.
- Ален Делон, актёр. Родился в Бур-ла-Рене.
- Анри-Поль Мотт, художник, жил и умер в Бур-ла-Рене.